# Бовино
Бовѝно (на италиански: Bovino) е малко градче и община в Южна Италия, провинция Фоджа, регион Пулия. Разположено е на 620 m надморска височина. Населението на общината е 3574 души (към 2010 г.).